# Rickie Lee Jones

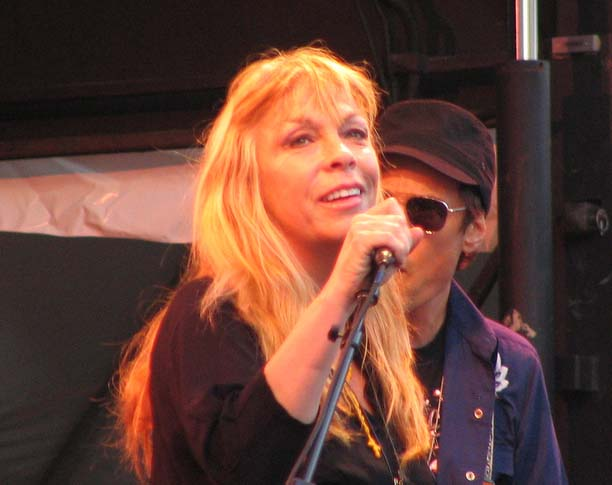
Rickie Lee Jones (2007)

Rickie Lee Jones (* 8. November 1954 in Chicago, Illinois) ist eine US-amerikanische Singer-Songwriterin, Sängerin, Gitarristin und Pianistin. Sie prägte einen neuartigen und oft kopierten Stil des Song-Arrangements.

## Leben und Wirken
Jones, die mit 14 Jahren von zu Hause wegging, zog Ende der 1970er Jahre nach Los Angeles, wo sie mit einem Programm aus gesprochenen, mit Beat untermalten Monologen auftrat. Ihr von Folk, Jazz und Rhythm & Blues geprägtes Debüt-Album erschien 1979. Chuck E. Weiss war die Titelfigur ihres dort enthaltenen Hits Chuck E.’s in Love. Im Lied heißt es, dass er verliebt sei in das „kleine Mädchen, das diesen Song singt“. Sie selbst nannte den Inhalt des Liedes fiktiv. Auf diesem frühen Album spielten bereits Größen wie Dr. John, Michael Boddicker und Randy Newman Keyboards, oder Steve Gadd das Schlagzeug. Michael McDonald (Doobie Brothers) sang für Jones die Backing Vocals. Sie wohnte in dieser frühen Phase in Los Angeles im Tropicana Hotel mit ihrem damaligen Lebensgefährten Tom Waits, tief verwurzelt in einer regen Musikszene, geprägt durch Künstler wie Jackson Browne, Warren Zevon, Frank Zappa, Eagles, Linda Ronstadt und viele mehr. 1980 wurde sie für den Grammy unter anderem in den Kategorien bester neuer Künstler und bestes Album nominiert.
Ein weiterer wichtiger Einfluss ist Sal Bernardi. Sie lernten sich um 1975 kennen. Über ihn schrieb sie in den 1970er Jahren Weasel and the White Boys Cool. In den frühen 1980er Jahren begann er, mit Jones zu touren und im Studio zu arbeiten. Ihre Zusammenarbeit führte zu Kompositionen wie Traces of the Western Slopes vom 1981er Album Pirates und Theme for the Pope von The Magazine aus dem Jahre 1984, Flying Cowboys, dem Titelstück des gleichnamigen Albums von 1989, Tigers und Beat Angels vom Album Traffic from Paradise (1993). 1990 entstand ohne seine Mitwirkung das Album Pop Pop mit Jazz-Standards wie Dat There oder Bye Bye Blackbird, bei dem sie von Robben Ford, Charlie Haden und Tenorsaxophonist Joe Henderson begleitet wurde.
2003 veröffentlichte sie als Reaktion auf den umstrittenen US-Präsidenten George W. Bush das Album Evening of My Best Day, bei dem sie Ry Cooder und Bill Frisell begleiteten.
Mit The Sermon On Exposition Boulevard, das auf Blue Rose erschien, stieg Jones im April 2007 auf Platz 70 der deutschen Albumcharts ein. Für Jones ist dies die erste Platzierung unter den Top 100 der Albumcharts in Deutschland.
Zu ihrem 2009er Album Balm In Gilead trugen auch Ben Harper, Victoria Williams, Jon Brion, Alison Krauss und (kurz vor dessen Tod) Vic Chesnutt bei. Der Daily Mirror (UK) fasste das Werk wie folgt zusammen: „30 Jahre nach ihrem erstaunlichen Debüt Chuck E’s in Love bleibt Jones ein einzigartiges Talent, das die Chance nutzt, mit diesen Liedern voller Unschuld und Erfahrung vollständig aufzublühen. Songs geschrieben über einen Zeitraum von 20 Jahren – manchmal brauchen gute Dinge Zeit, um zu reifen.“
Jones ist von Zeit zu Zeit auf Europatournee auch in Deutschland unterwegs.

## Diskografie

### Studioalben
| Jahr | Titel                              | Höchstplatzierung, Gesamtwochen, AuszeichnungChartplatzierungen (Jahr, Titel, Platzierungen, Wochen, Auszeichnungen, Anmerkungen) | Höchstplatzierung, Gesamtwochen, AuszeichnungChartplatzierungen (Jahr, Titel, Platzierungen, Wochen, Auszeichnungen, Anmerkungen) | Höchstplatzierung, Gesamtwochen, AuszeichnungChartplatzierungen (Jahr, Titel, Platzierungen, Wochen, Auszeichnungen, Anmerkungen) | Anmerkungen                              |
| Jahr | Titel                              | DE | UK | US | Anmerkungen                              |
| ---- | ---------------------------------- | --- | --- | --- | ---------------------------------------- |
| 1979 | Rickie Lee Jones                   | — | UK18 Silber · (19 Wo.)UK | US3 Platin · (36 Wo.)US | Erstveröffentlichung: 28. Februar 1979   |
| 1981 | Pirates                            | — | UK37 Silber · (11 Wo.)UK | US5 Gold · (29 Wo.)US |                                          |
| 1984 | The Magazine                       | — | UK40 (4 Wo.)UK | US44 (21 Wo.)US | Erstveröffentlichung: 14. September 1984 |
| 1989 | Flying Cowboys                     | — | UK50 (2 Wo.)UK | US39 Gold · (25 Wo.)US |                                          |
| 1991 | Pop Pop                            | — | — | US121 (5 Wo.)US |                                          |
| 1993 | Traffic From Paradise              | — | — | US111 (7 Wo.)US |                                          |
| 1995 | Naked Songs                        | — | — | US121 (2 Wo.)US |                                          |
| 1997 | Ghostyhead                         | — | — | US159 (1 Wo.)US |                                          |
| 2000 | It’s Like This                     | — | — | US148 (2 Wo.)US |                                          |
| 2003 | The Evening of My Best Day         | — | — | US189 (1 Wo.)US | Erstveröffentlichung: 10. Oktober 2003   |
| 2007 | The Sermon on Exposition Boulevard | DE70 (2 Wo.)DE | — | US158 (1 Wo.)US | Erstveröffentlichung: 9. Februar 2007    |
| 2012 | The Devil You Know                 | — | — | US190 (1 Wo.)US | Erstveröffentlichung: 14. September 2012 |
| 2015 | The Other Side of Desire           | — | — | US164 (1 Wo.)US | Erstveröffentlichung: 19. Juni 2015      |
| 2023 | Pieces of Treasure                 | DE48 (1 Wo.)DE | — | — | Erstveröffentlichung: 28. April 2023     |

Weitere Studioalben
- 2000: It’s Like This
- 2001: Live at Red Rocks
- 2009: Balm in Gilead
- 2019: Kicks

### Livealben
- 1979: Rare Space (erste Europatour)
- 1982: Live at the Roxy, 2 CD, L. A.
- 1982: Europe 1982 Montreux, CH
- 1992: LA Live
- 1992: Hamburg from Germany
- 1996: Chain Austin Portland, OR & Devore, CA
- 1999: Joe’s Pub, N.Y.C.
- 1999: The Chicago Sessions
- 2000: Live in Portland, OR
- 2000: Seattle with Joe Jackson
- 2000: Philadelphia
- 2003: Berlin, Palais in der Kulturbrauerei (RadioEins-Mitschnitt)
- 2006: Copenhagen 2006

### Kompilationen
- 2005: Duchess of Coolsville: An Anthology (47 Tracks auf 3 CDs: 3 Std. Raritäten, Studio-Demos und bislang unveröffentlichte Aufnahmen)
- 2010: Original Album Series

### EPs
| Jahr | Titel               | Höchstplatzierung, Gesamtwochen, AuszeichnungChartplatzierungen (Jahr, Titel, Platzierungen, Wochen, Auszeichnungen, Anmerkungen) | Höchstplatzierung, Gesamtwochen, AuszeichnungChartplatzierungen (Jahr, Titel, Platzierungen, Wochen, Auszeichnungen, Anmerkungen) | Höchstplatzierung, Gesamtwochen, AuszeichnungChartplatzierungen (Jahr, Titel, Platzierungen, Wochen, Auszeichnungen, Anmerkungen) | Anmerkungen |
| Jahr | Titel               | DE | UK | US | Anmerkungen |
| ---- | ------------------- | --- | --- | --- | ----------- |
| 1983 | Girl at Her Volcano | — | UK51 (3 Wo.)UK | US39 (16 Wo.)US |             |

### Singles
| Jahr | Titel Album                         | Höchstplatzierung, Gesamtwochen, AuszeichnungChartplatzierungen (Jahr, Titel, Album, Platzierungen, Wochen, Auszeichnungen, Anmerkungen) | Höchstplatzierung, Gesamtwochen, AuszeichnungChartplatzierungen (Jahr, Titel, Album, Platzierungen, Wochen, Auszeichnungen, Anmerkungen) | Anmerkungen                      |
| Jahr | Titel Album                         | UK | US | Anmerkungen                      |
| ---- | ----------------------------------- | --- | --- | -------------------------------- |
| 1979 | Chuck E.’s In Love Rickie Lee Jones | UK18 (9 Wo.)UK | US4 (15 Wo.)US | Erstveröffentlichung: April 1979 |
| 1979 | Young Blood Rickie Lee Jones        | — | US40 (9 Wo.)US |                                  |
| 1981 | A Lucky Guy Pirates                 | — | US64 (7 Wo.)US |                                  |
| 1984 | The Real End The Magazine           | — | US83 (4 Wo.)US |                                  |

Weitere Singles
- 1979: Danny’s All-Star Joint
- 1981: Woody and Dutch on the Slow Train to Peking
- 1983: Under the Boardwalk
- 1984: It Must Be Love
- 1989: Satellites
- 1989: Flying Cowboys / The Horses
- 1989: Don’t Let the Sun Catch You Crying
- 1991: Up fom the Skies
- 1991: Rebel Rebel
- 1991: Stewart’s Coat
- 2000: Show Biz Kids
- 2003: Second Chance
- 2006: Falling Up
- 2009: Old Enough
- 2015: Jimmy Choos
- 2019: Bad Company

## Auszeichnungen für Musikverkäufe
| Platin-Schallplatte - Kanada - 1979: für das Album Rickie Lee Jones | 2× Platin-Schallplatte - Australien - 1996: für das Album Rickie Lee Jones |

Anmerkung: Auszeichnungen in Ländern aus den Charttabellen bzw. Chartboxen sind in ebendiesen zu finden.
| Land/RegionAuszeichnungen für Musikverkäufe (Land/Region, Auszeichnungen, Verkäufe, Quellen) | Silber     | Gold     | Platin     | Verkäufe  | Quellen         |
| -------------------------------------------------------------------------------------------- | ---------- | -------- | ---------- | --------- | --------------- |
| Australien (ARIA)                                                                            | —          | —        | 2× Platin2 | 140.000   | aria.com.au     |
| Kanada (MC)                                                                                  | —          | —        | Platin1    | 100.000   | musiccanada.com |
| Vereinigte Staaten (RIAA)                                                                    | —          | 2× Gold2 | Platin1    | 2.000.000 | riaa.com        |
| Vereinigtes Königreich (BPI)                                                                 | 2× Silber2 | —        | —          | 120.000   | bpi.co.uk       |
| Insgesamt                                                                                    | 2× Silber2 | 2× Gold2 | 4× Platin4 |           |                 |